# 废热
廢熱或廢棄熱，指熱機（利用熱能轉換成動能來運轉）和電機（利用電能轉換成動能來運轉）運轉時所產生，無法再利用的熱。廢熱會造成河川及空氣的熱汙染。